# Тайво Авонії
Тайво Майкл Авонії (англ. Taiwo Micheal Awoniyi, нар. 12 серпня 1997, Ілорін) — нігерійський футболіст, нападник клубу англійської Прем'єр-ліги «Ноттінгем Форест» та національної збірної Нігерії.

## Клубна кар'єра

### Початок кар'єри
У 2010 році Авонії був визнаний найціннішим гравцем на футбольному змаганні Coca-Cola в Лондоні. Його виступ на змаганнях був помічений Сеї Олофінджана, який запросив його приєднатися до нігерійської футбольної школи Imperial Soccer Academy в Лагосі.

### «Ліверпуль»
31 серпня 2015 року Авонії підписав контракт з англійським клубом «Ліверпуль» на 400 000 фунтів стерлінгів, але його одразу передали в оренду німецькому «Франкфурту».

#### Оренди у «Франкфурт» та НЕК
Авонії дебютував у складі «Франкфурта», вийшовши на заміну в матчі Кубка Німеччини проти берлінської «Герти». Після того, як він вийшов на заміну в шести матчах чемпіонату, він дебютував у основному складі 19 лютого 2016 року, зігравши 89 хвилин проти «Санкт-Паулі». Авонії загалом зіграв за клуб 14 ігор в усіх турнірах і посів з командою передостаннє 17 місце у Другій Бундеслізі, після чого повернувся до «Ліверпуля» в кінці сезону.
26 серпня 2016 року нідерландський «НЕК Неймеген» підтвердив, що Авонії приєднався до них на правах річної оренди. 10 вересня він дебютував за нову команду у Ередівізі в грі проти «ПСВ Ейндговена». З цією командою нігерієць також понизився у класі.

#### Оренди в «Мускрон» і «Гент»
У липні 2017 року Авонії приєднався до бельгійського клубу «Мускрон» на правах оренди на сезон, а дебютував 12 серпня в грі проти «Локерена», в якій і забив перший гол. У новій команді став основним гравцем, забивши 10 голів у 31 матчі в усіх турнірах.
17 липня 2018 року Авонії підписав нову довгострокову угоду з «Ліверпулем», а вже 23 липня уклав сезонну оренду з іншим бельгійським клубом «Гент». Втім у новій команді нігерієць втратив результативність, не забивши жодного голу у чемпіонаті, через що 11 січня 2019 року було оголошено, оренду достроково припинено, а Авонії знову віддають в оренду до «Мускрона». У квітні він заявив, що його боротьба за отримання дозволу на роботу у Великій Британії може покласти край його кар'єрі в «Ліверпулі». У «Мускроні» Тайво знову став основним форвардом, забивши до кінця сезону 11 голів у 16 іграх в усіх турнірах.

#### Оренди в «Майнц» та «Уніон Берлін»
6 серпня 2019 року «Ліверпуль» підтвердив, що Авонії приєднався до команди німецької Бундесліги «Майнц 05» на умовах оренди на сезон. Під керівництвом Сандро Шварца та його наступника Ахіма Баєрлорцера Авонії був запасним гравцем і провів лише 12 матчів у чемпіонаті (5 з них у старті), в яких забив гол. В 31-му турі, у червні 2020 року, отримав важкий струсу мозку в грі проти «Аугсбурга» (1:0), через що більше не грав до кінця сезону. Після закінчення терміну дії позики Авонії повернувся в «Ліверпуля» 1 липня 2020 року, але, як і раніше, не мав дозволу на роботу в Англії.
19 вересня 2020 року Авонії знову був відданий в оренду, сьому поспіль, цього разу приєднавшись на рік до німецького «Уніона Берлін». Нападник провів 21 матч у чемпіонаті під керівництвом Урса Фішера в сезоні 2020/21 (16 разів — у старті) і забив 5 голів.

### «Уніон Берлін»
Після оренди, 20 липня 2021 року, Авонії залишився в «Уніоні Берлін» на постійній основі. Як повідомляється, німецький клуб заплатив за форварда 6,5 мільйона фунтів стерлінгів. «Ліверпуль» також домовився про 10 % від наступного продажу гравця. У сезоні 2021/22 Тайво Авонії провів за «Уніон» 43 матчі у всіх турнірах, забив 20 голів та віддав 5 результативних передач, ставши шостим за кількістю забитих м'ячів у Бундеслізі, а його команда фінішувала п'ятою та пробилася до Ліги Європи.

## Міжнародна кар'єра
Авонії представляв збірну Нігерії до 17 років на юнацькому чемпіонаті світу 2013 року в ОАЕ і виграв турнір, забивши чотири голи під час змагань.
Згодом Авонії виступав за молодіжну збірну Нігерії на молодіжному чемпіонаті світу 2015 року у Новій Зеландії, забивши два голи в чотирьох іграх, після перемоги на молодіжному чемпіонаті Африки того ж року у Сенегалі.
12 квітня 2015 року Тайво відзначився дублем під час свого дебютного матчу за олімпійську збірну Нігерії U-23 у матчі проти Замбії, завдяки чому його команда перемогла 2:1 і пройшла кваліфікацію до Всеафриканських ігор 2015 року у Конго. Також із цією збірною Авонії виграв молодіжний (U-23) кубок африканських націй, що пройшов у 2015 році в Сенегалі. Наступного року Авонії був включений до розширеної заявки з 35 гравців на літні Олімпійські ігри 2016 року, втім у фінальну заявку не потрапив. На наступному молодіжному (U-23) кубку африканських націй, що пройшов 2019 року в Єгипті, Авонії також був основним гравцем і забив один гол у грі Замбії (1:3), втім цього разу нігерійці не змогли вийти з групи.
У жовтні 2021 року Авонії був викликаний головним тренером національної збірної Гернотом Рором на відбіркові матчі до чемпіонату світу з футболу 2022 року і 7 жовтня дебютував у грі проти Центральноафриканської Республіки (0:1).
Авонії був включений до складу збірної на Кубок африканських націй 2021 року в Камеруні і в грі проти Судану забив гол, завдяки чому його команда перемогла 3:1 і достроково вийшла з групи.

## Статистика виступів

### Статистика клубних виступів
Станом на 18 жовтня 2021
| Клуб           | Сезон   | Чемпіонат                 | Чемпіонат | Чемпіонат | Кубок | Кубок | Єврокубки | Єврокубки | Інше | Інше  | Всього | Всього |
| Клуб           | Сезон   | Ліга                      | Ігор      | Голів     | Ігор  | Голів | Ігор      | Голів     | Ігор | Голів | Ігор   | Голів  |
| -------------- | ------- | ------------------------- | --------- | --------- | ----- | ----- | --------- | --------- | ---- | ----- | ------ | ------ |
| «Ліверпуль»    | 2015–16 | Прем'єр-ліга              | 0         | 0         | 0     | 0     | 0         | 0         | —    | —     | 0      | 0      |
| «Франкфурт»    | 2015–16 | Друга Бундесліга          | 13        | 1         | 1     | 0     | —         | —         | —    | —     | 14     | 1      |
| «НЕК Неймеген» | 2016–17 | Ередивізі                 | 18        | 2         | 1     | 0     | —         | —         | 3    | 1     | 22     | 3      |
| «Мускрон»      | 2017–18 | Перший дивізіон Бельгії А | 27        | 7         | 2     | 1     | —         | —         | 2    | 2     | 31     | 10     |
| «Гент»         | 2018–19 | Перший дивізіон Бельгії А | 16        | 0         | 2     | 2     | 4         | 1         | —    | —     | 22     | 3      |
| «Мускрон»      | 2018–19 | Перший дивізіон Бельгії А | 9         | 7         | 0     | 0     | —         | —         | 7    | 4     | 16     | 11     |
| «Майнц 05»     | 2019–20 | Бундесліга                | 12        | 1         | 0     | 0     | —         | —         | —    | —     | 12     | 1      |
| «Уніон Берлін» | 2020–21 | Бундесліга                | 21        | 5         | 1     | 0     | —         | —         | —    | —     | 22     | 5      |
| «Уніон Берлін» | 2021–22 | Бундесліга                | 8         | 6         | 1     | 0     | 4         | 3         | —    | —     | 13     | 9      |
| Загалом        | Загалом | Загалом                   | 124       | 29        | 8     | 3     | 8         | 4         | 12   | 7     | 152    | 43     |

1. ↑  Плей-оф за право збереження місця в Ередивізі
2. 1 2  Плей-оф за право виступів в Лізі Європи УЄФА
3. ↑  Виступи в Лізі Європи УЄФА
4. ↑  Виступи у Лізі конференцій УЄФА

### Статистика виступів за збірну
Станом на 23 січня 2022 року
| Дата      | Місто | Господарі | Результат | Гості  | Турнір                                     | Голи | Примітки |
| --------- | ----- | --------- | --------- | ------ | ------------------------------------------ | ---- | -------- |
| 7-10-2021 | Лагос | Нігерія   | 0 – 1     | ЦАР    | Відбір до ЧС 2022                          | -    | 46'      |
| 11-1-2022 | Гаруа | Нігерія   | 1 – 0     | Єгипет | Кубок африканських націй 2021 - 1-й етап   | -    | 72'      |
| 15-1-2022 | Гаруа | Нігерія   | 3 – 1     | Судан  | Кубок африканських націй 2021 - 1-й етап   | 1    | 82'      |
| 23-1-2022 | Гаруа | Нігерія   | 0 – 1     | Туніс  | Кубок африканських націй 2021 - 1/8 фіналу | -    | 60'      |
| Усього    |       | Матчів    | 4         |        | Голів                                      | 1    |          |

## Досягнення
- Чемпіон світу (U-17): 2013
- Чемпіон Африки (U-20): 2015
- Чемпіон Африки (U-23): 2015